# Palestyna na Letnich Igrzyskach Paraolimpijskich 2012
Palestyna na Letnich Igrzyskach Paraolimpijskich 2012 w Londynie reprezentowało 2 zawodników w 1 konkurencji. 
Dla reprezentacji Palestyny był to czwarty start w igrzyskach paraolimpijskich (poprzednio w 2000, 2004 i 2008). Dotychczas żaden zawodnik nie zdobył paraolimpijskiego medalu.

## Kadra

### Lekkoatletyka
| Zawodnik          | Konkurencja | Kwalifikacje | Kwalifikacje | Finał                  | Finał                  |
| Zawodnik          | Konkurencja | Wynik        | Pozycja      | Wynik                  | Pozycja                |
| ----------------- | ----------- | ------------ | ------------ | ---------------------- | ---------------------- |
| Mohammed Fannouna | 100m T13    | 11.88        | 7            | Nie zakwalifikował się | Nie zakwalifikował się |
| Mohammed Fannouna | 200m T13    | 24.00        | 5            | Nie zakwalifikował się | Nie zakwalifikował się |

| Zawodnik          | Konkurencja           | Odległość | Wynik | Pozycja |
| ----------------- | --------------------- | --------- | ----- | ------- |
| Mohammed Fannouna | skok w dal F13        | 5.93      | —     | 9       |
| Mohammed Fannouna | rzut oszczepem F12-13 | 40.59     | —     | 11      |
| Khamis Zaqout     | pchnięcie kulą F54-56 | 11.30     | 969   | 4       |
| Khamis Zaqout     | rzut dyskiem F54-56   | 29.41     | 751   | 12      |
| Khamis Zaqout     | rzut oszczepem F54-56 | 22.39     | —     | 11      |